# 凌辱ゲリラ狩り
『凌辱ゲリラ狩り』（りょうじょくゲリラがり）は、Liquidから2002年11月15日に発売されたアダルトゲーム。

## 解説
本作は、村の富豪に執事として仕える青年「ハレス」と国軍少尉「プロスパー」のどちらかを主人公に選択し、物語を進めていく選択式アドベンチャーゲームであり、最初のプレイではハレスしか選べない。
本作のアンケート回答者への返礼品である『凌辱ゲリラ調教』は、その後2004年2月25日に単体でDVDPG化された。また、2007年12月14日には選択肢を減らす形で低難易度化された「ビギナーズアダルトゲーム」シリーズの一環として、MyTreasureから発売された。

## あらすじ
貧困と汚職で内乱の絶えない国「マリクシア共和国」。ある日、国の辺境の地で一人の女性が強姦され、殺害される事件が発生した。国軍少尉「プロスパー」は、これをゲリラの仕業と称し近くの村へ駐屯する。だが事件の犯人は実は演習中のプロスパーの部下達で、プロスパーの目的は事件のもみ消しであった。やがてプロスパー達は、村娘達をゲリラの協力者の疑いを建前に凌辱していく。一方、本物のゲリラ軍も国軍に対抗するため動き始めようとしていた。

### 凌辱ゲリラ調教
富豪のマクシムに仕えていたハレスは、ゲリラ軍に失望するあまり仲間を裏切り政府軍に入った。そしてハレスは政府軍の軍人の洗脳を受け、かつての仲間たちを調教していった。

## 登場人物
ハレス
主人公。富豪のマクシムに仕える執事の青年。国軍のやり方に不満を抱いている。
プロスパー
もう一人の主人公。国軍少尉。冷酷かつ狡猾な性格で、村娘達にゲリラの疑いをかけ、凌辱していく。
シャルミ
声：紬叶慧
マクシムの娘。おてんばでハレス同様、国軍のやり方に不満を抱き、彼らの行動を妨害しようとする。
『凌辱ゲリラ調教』では、財産を没収される。
リル
声：杏露花梨
マクシムに仕えるメイドの少女。ゲリラの疑いかけられ、国軍に犯されてしまう。
アルフィナ
声：涼森みさと
知識人の女性でハレスの教師的存在。実はゲリラの中枢をなす人物。
『凌辱ゲリラ調教』では捕虜として奉仕をさせられる。
ラトーナ
声：天天
国軍兵士の女性。プロスパーの部下。プロスパーの雌奴隷でもあり、彼のどんな命令にも忠実に従う。
フェリス
声：比未子
ゲリラの頭目の女性。勝気な性格。国軍に反撃する準備をする。
マクシム
村の富豪。シャルミの行動が原因で、国軍に拘束されしまう。

## スタッフ
- シナリオ：朝凪軽
- 原画：黒姫堂